# Tetőszigetelés
A tetőszigetelés olyan technológiai eljárás, amely során az épületek tetőszerkezetét víz- és hőszigetelő réteggel borítják. 
Leggyakrabban lapos (sík) tetőknél alkalmazott eljárás, de ferde és sátortetőket is szigetelnek, illetve újabban palatetőket is.

## Technológiák

### Hőszigetelés
A tetőkre több típusú hőszigetelő anyag létezik. Leggyakrabban hungarocelt (nikecel), kőzetgyapotot (Rockwool), poliuretán hőszigetelő anyagot alkalmaznak. A legolcsóbb és nagyon jó hőszigetelő a hungarocel, illetve a poliuretán, ezek 250-400 °C-ig ellenállók tűzzel szemben, míg a kőzetgyapot szintén rendkívül jó hőszigetelő, akár 1000 °C-ig is tűzálló, viszont drága.

### Vízszigetelés
Tetőkre több típusú vízszigetelő anyag ismert, leginkább a bitumenalapú szigetelőanyagok elterjedtek. 
Szigetelőanyagok lehetnek bitumen, PVC, gumi, akril, PMMA stb. 
A bitumen hátránya, hogy az UV-sugárzás tönkreteszi, ezért a bitumenlemezeket palaőrleménnyel, homokkal stb. borítják az UV elleni védelem érdekében. Legújabban ezek keverékét is alkalmazzák, pl. modifikált bitumen + akril. 
PVC és kőzetgyapot együttes alkalmazása nem ajánlott tűz- és robbanásveszélyes területeken, mert statikus elektromos kisülések keletkeznek. Nem tűzveszélyes területeken ezen szigetelésnél földelést is kell alkalmazni, amely további költségeket okozhat a megrendelőnek.

## Leggyakoribb tetőszigetelések

### Bitumenes
A legelterjedtebb szigetelőanyag. Az évtizedek alatt sok változáson ment keresztül. Bitumenszigetelést már évezredek óta használnak, például csak a hajókon.
Napjainkban az épületeket védik vele a víz ellen. Bitumenszigetelést alkalmaznak épületen belül és kívül, alap- és tetőszigetelő anyagként.
Ezen szigetelés bármilyen alap tetőre alkalmazható, legyen az fa, lemez, beton, esetleg pala. 

#### A szigetelés folyamata nagy vonalakban
1. Minden felület esetén fontos a tisztaság. Beton alap esetén szükséges alapozó réteget alkalmazni (ez kültéren szerves oldószer alapú, míg beltérben vizes bázisú), míg pala esetén a palát előzőleg nagy nyomású vízzel mosni kell.
2. Következő a párazáró réteg. Ez megakadályozza, hogy a pára belül csapódjon le. Fa és beton alap esetén egy 3 mm homok-beton szórtbitumen-lemez a párazáró réteg, míg lemez esetén öntapadós alumínium. Illetve beépítésre kerülnek a biztonsági rögzítő pontok, továbbá a már ismert lefolyók, kémények, tartó állványok stb.
3. Ezt követően a hőszigetelés következik, ez lehet hungarocel, poliuretán, kőzetgyapot (Rockwool) stb. Ezeket a párazáró réteghez ragasztóval rögzítik, illetve bizonyos pontokon csavarral is.
4. A hőszigetelést öntapadós bitumennel fedik, míg a felül világítókhoz egy gumiszigetelést is felvisznek (Resitrix).
5. Végleges vízzáró, zúzalékos bitumennel fedik a tetőt.
6. Legújabban már a zúzalékos rétegre egy akrilréteget is felvisznek, mely biztosítja a még jobb ellenállást az UV-fénnyel szemben.

Létezik zöld tető, ahol a tető kap egy gyökérálló szigetelést is, napelemes tetők esetén pedig speciális keményített hőszigetelést kap azokon a helyeken, ahol napelem kerül beépítésre, továbbá létezik még fordított rendszerű szigetelés stb.  
A legelterjedtebb és legszélesebb körben alkalmazott szigetelési technológiának számít. Átlagosan 10-20 éves élettartama van.

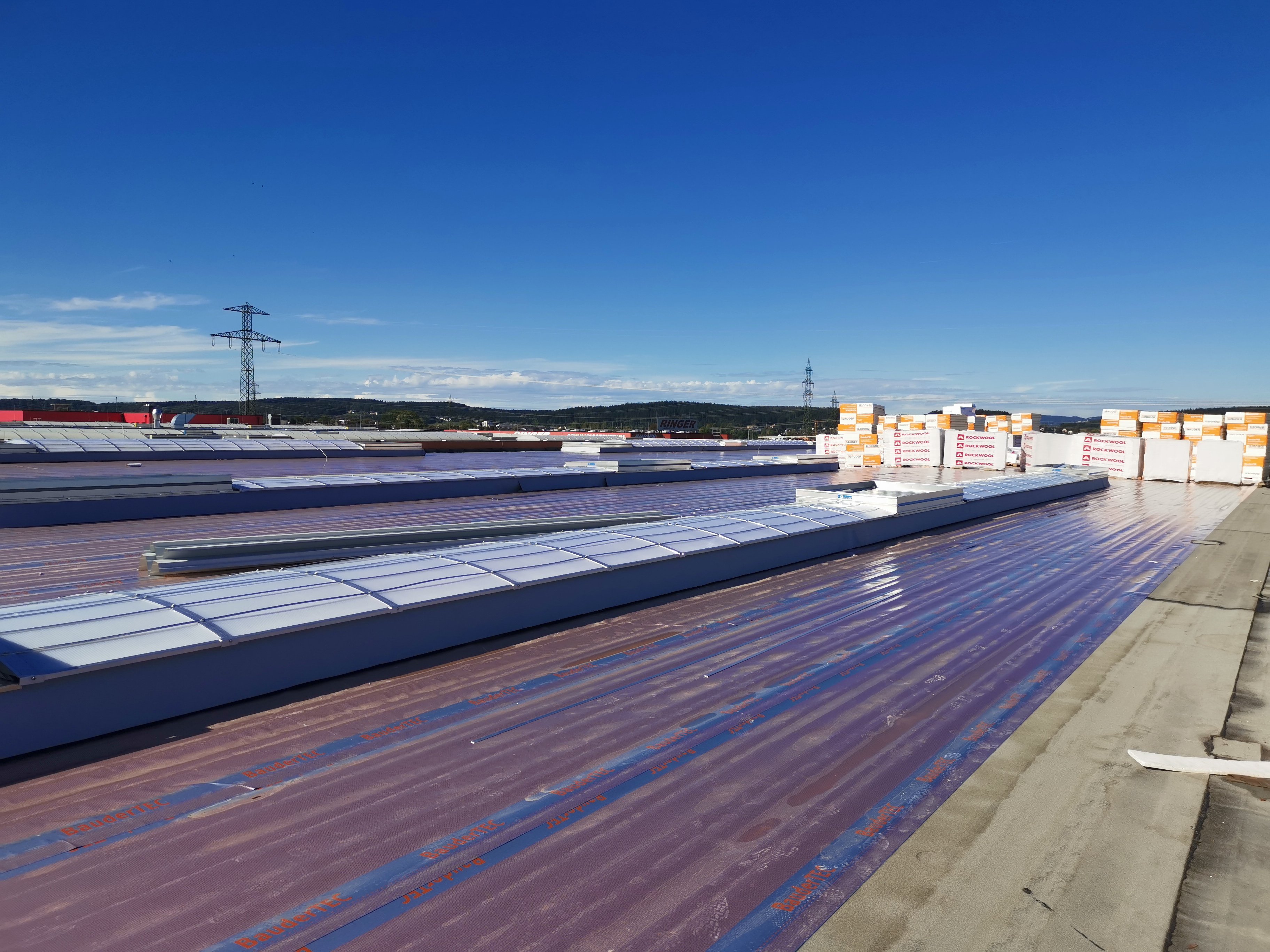
Párazáró szigetelés
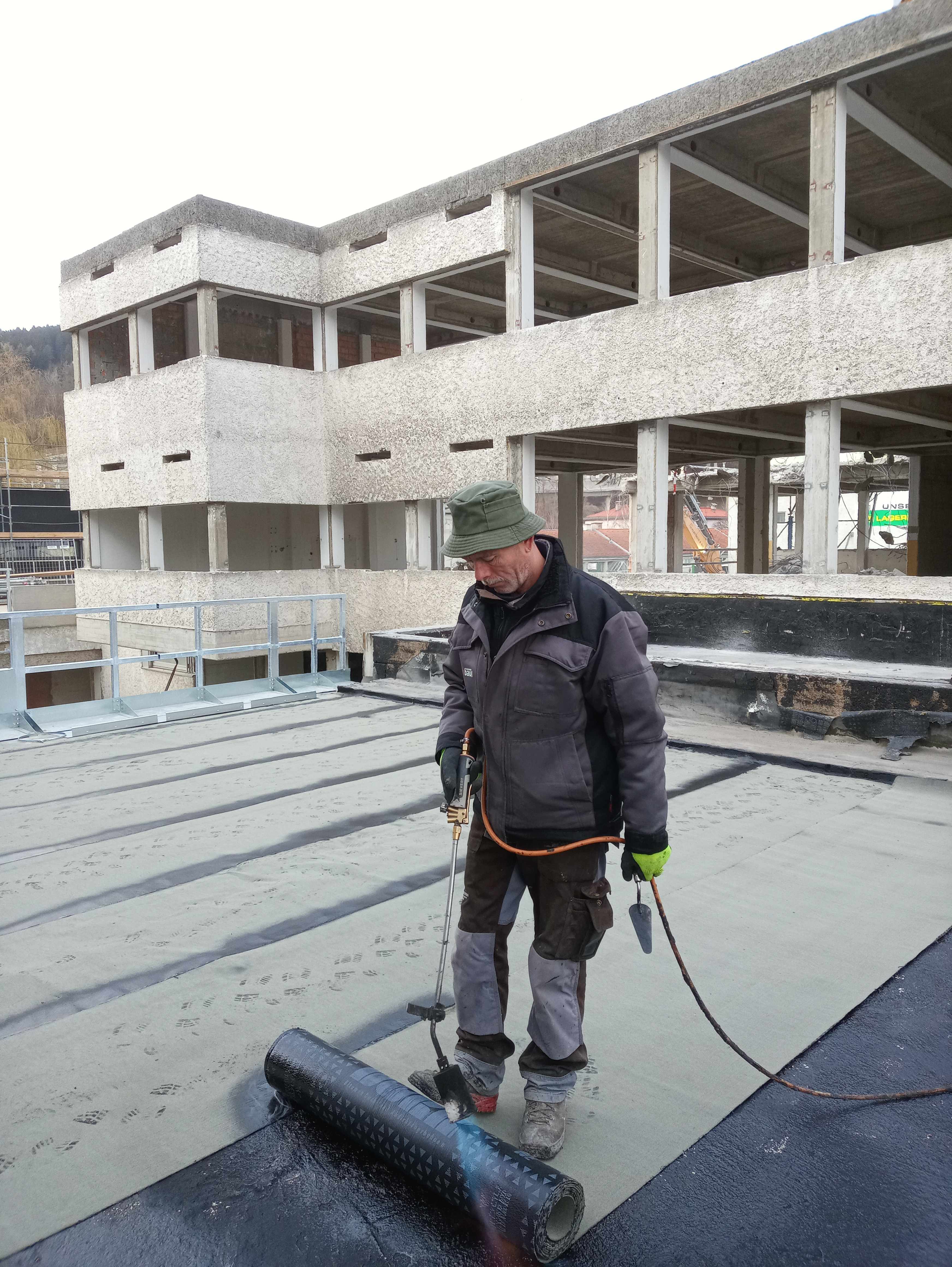
Vízszintes szigetelés (gurítás) betonalapú tetőn
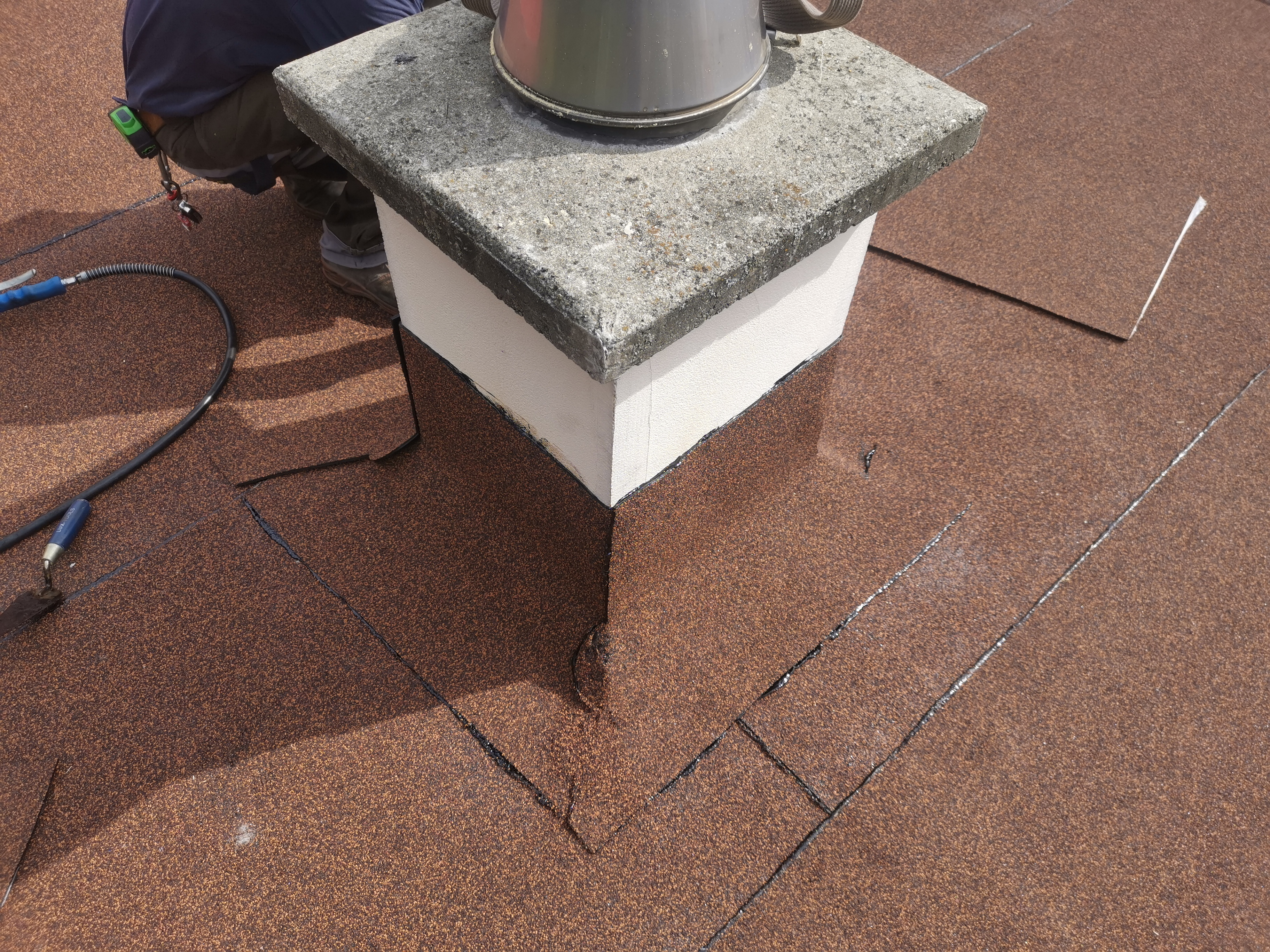
Kéményszigetelés
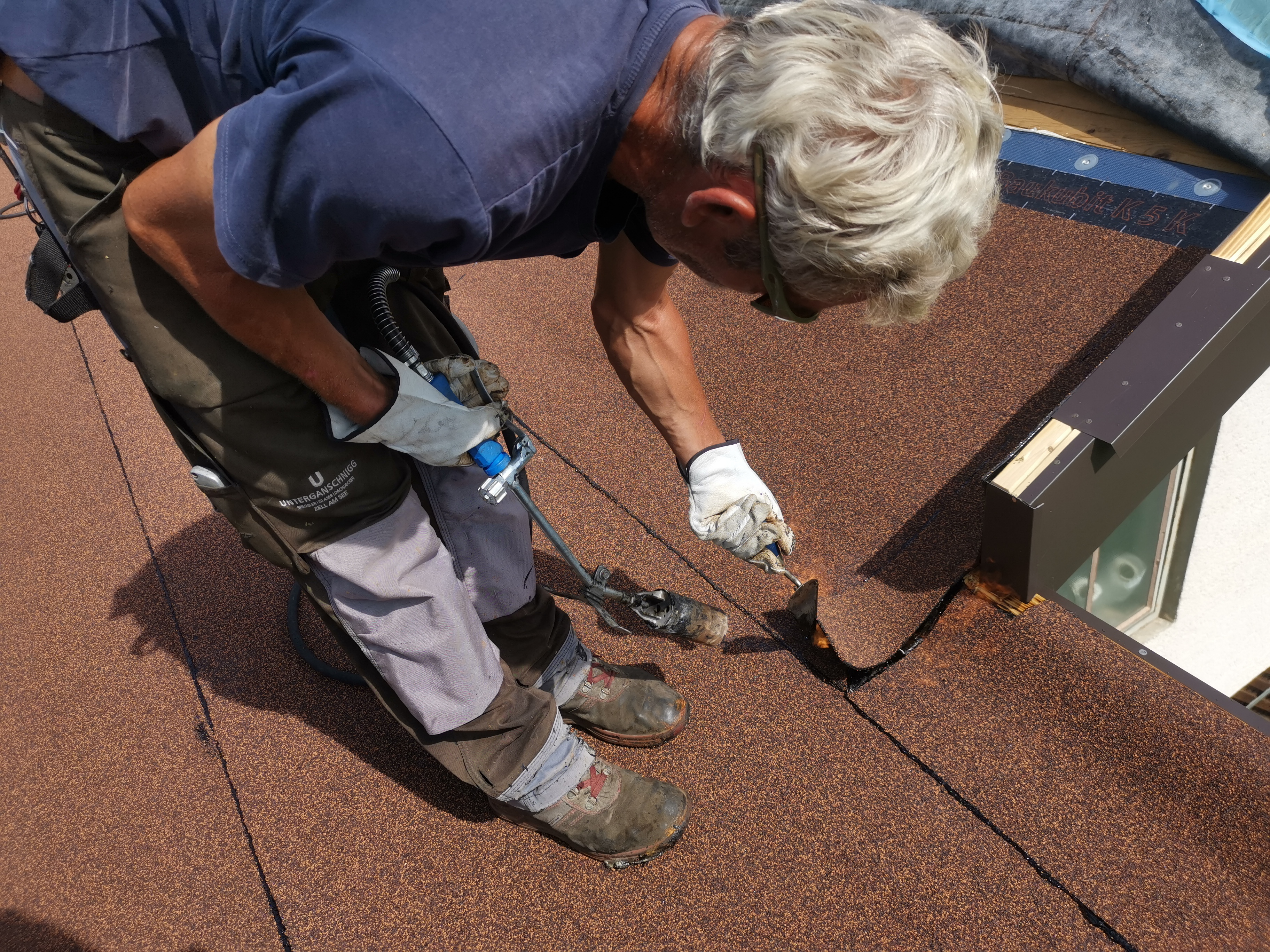
Szigetelés kényes ponton
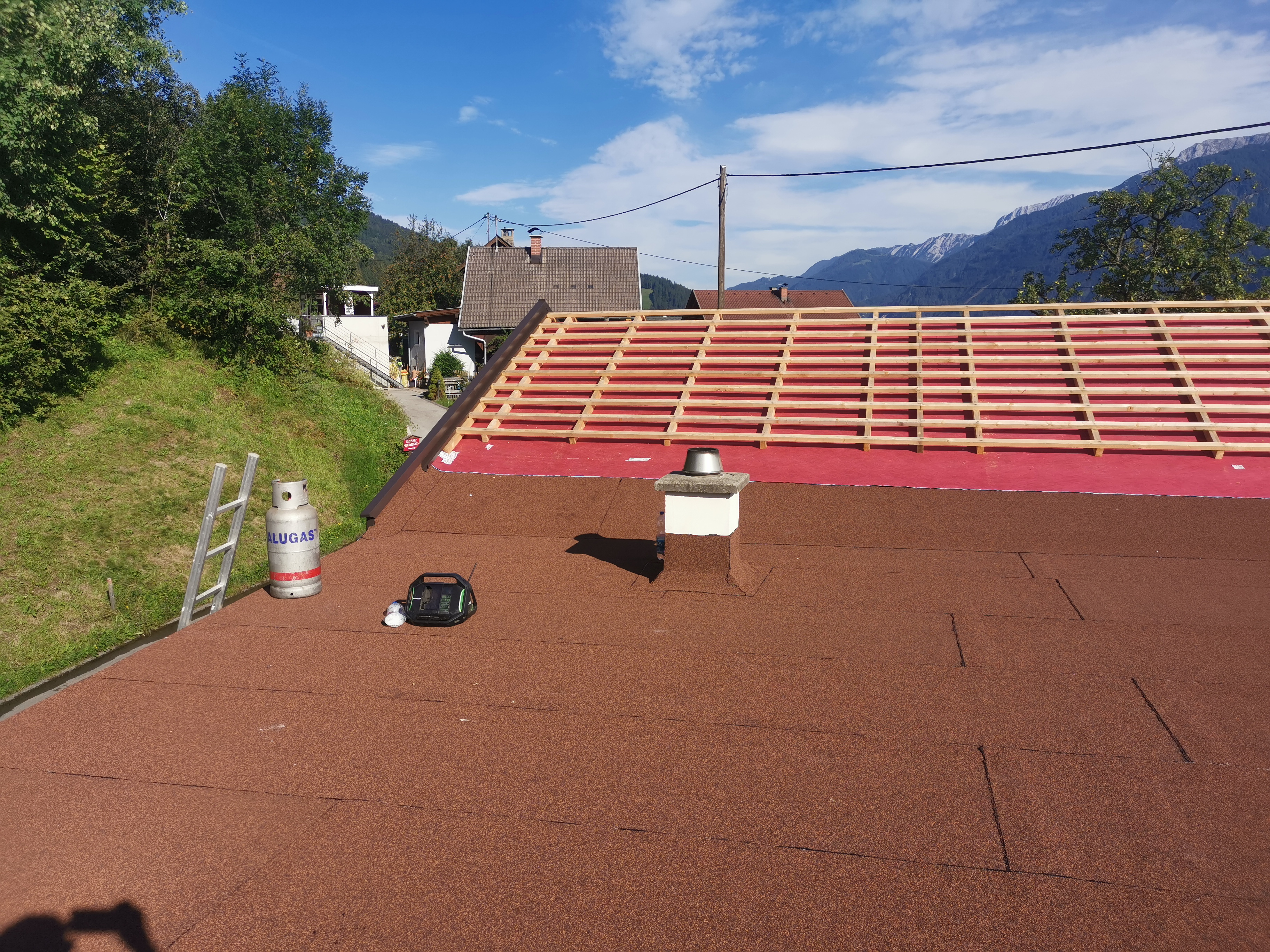
Tetőszigetelés (faalapú)

#### Bitumenes tetőszigetelő anyag rétegeinek felépítése

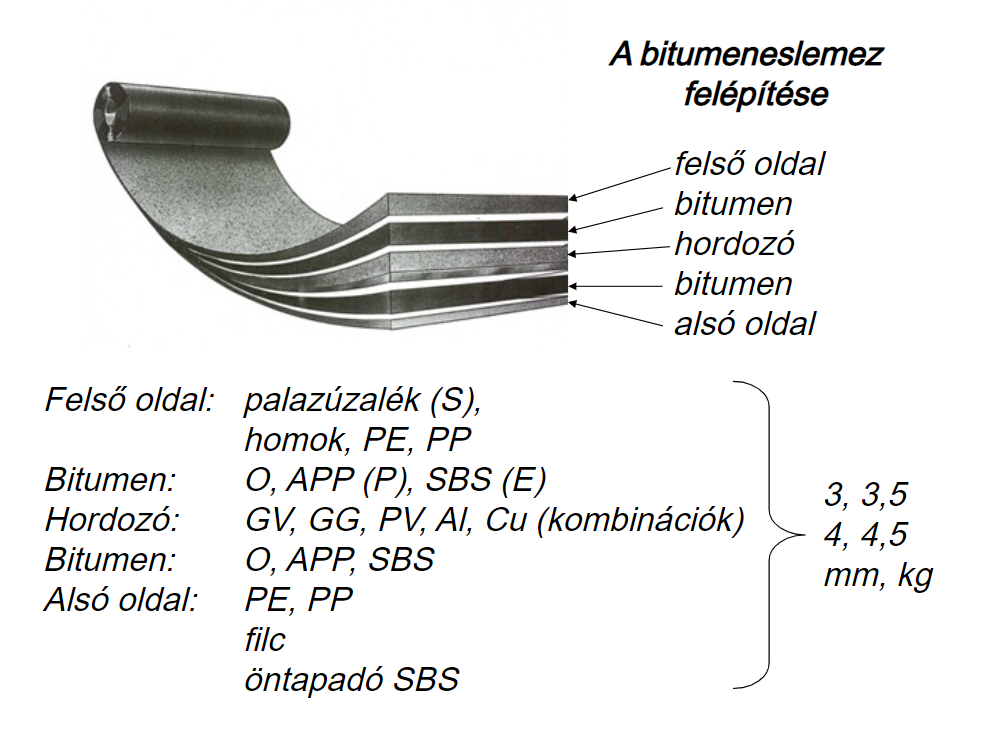
A bitumenes szigetelőanyag részei

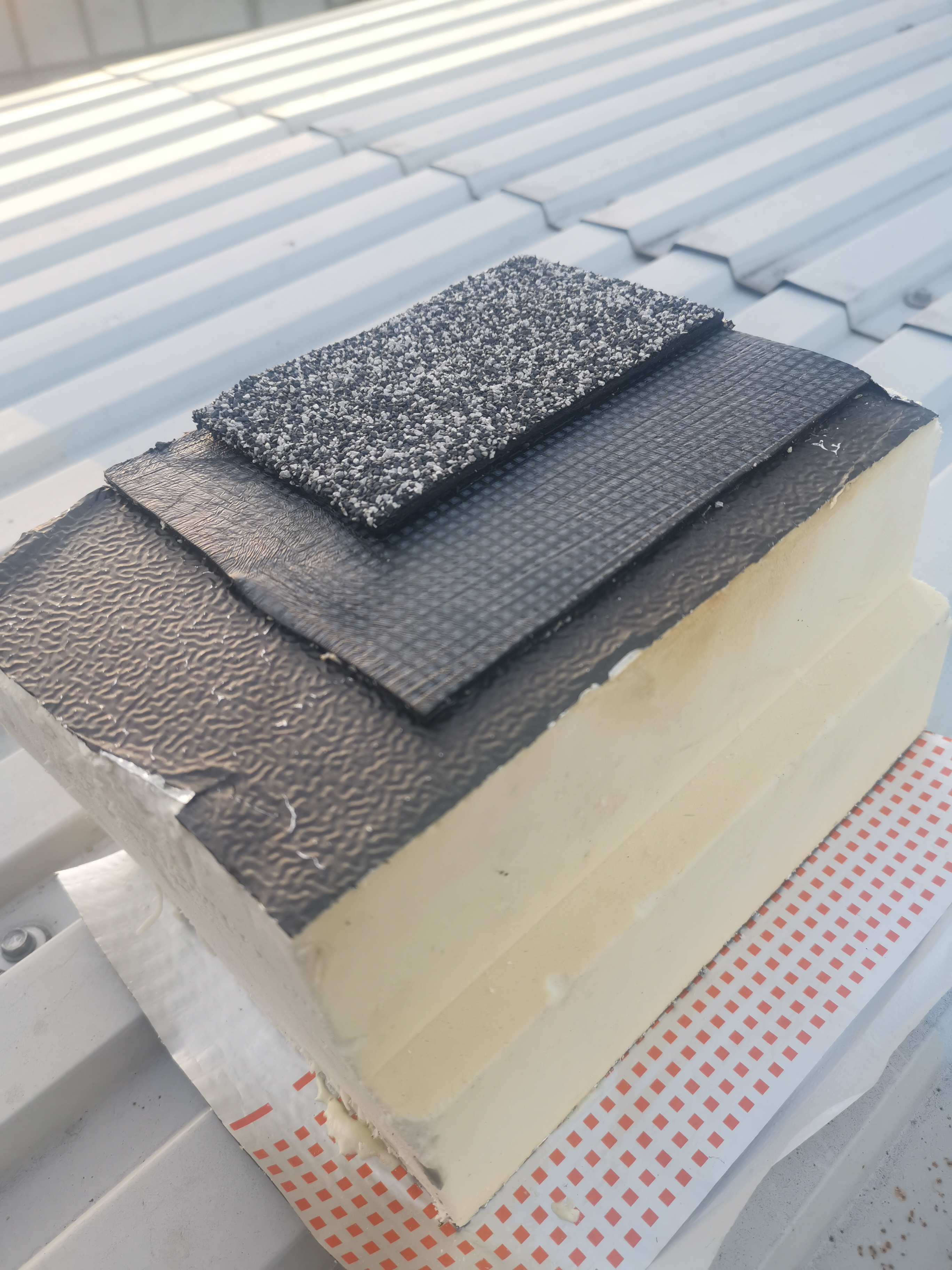
Szigetelés felépítése (alulról felfelé haladva: párazáró fólia, poliuretán (PU) szigetelés, öntapadó lágy bitumenszigetelés, zúzalékos fedő vízszigetelés)

A bitumenes lemez rétegei: felső lemez (palazúzalék, homok stb. lehet), bitumen (általában egy ridegebb bitumen), hordozó (általában fém (Al vagy Cu) vagy üvegszál), bitumen (általában közepes vagy lágy bitumen), alsó lemez (lágy bitumen, filc, öntapadós vagy nejlonfólia)
| Betűjel | Jelentése        |
| ------- | ---------------- |
| S       | Palazúzalék      |
| PE      |                  |
| PP      |                  |
| PV      | Poliészterfátyol |
| O       | Oxidált          |
| APP     |                  |
| SBS     |                  |
| GV      | Üvegfátyol       |
| GG      | Üvegszövet       |

### PVC
Tartós, ellenálló szigetelés. Hátránya, hogy képes statikusan feltöltődni, ezért tűz- és robbanásveszélyes területeken nem lehet alkalmazni. 
A PVC alá kőzetgyapot-szigetelést, ritkán poliuretán hőszigetelést alkalmazunk. A PVC-t leisterrel (hőlégfúvó készülékkel) melegítik össze két ponton, az összemelegítési felületet reinigerrel vagy más PVC-tisztítóval portalanítani kell. 
Felépítése hasonló a bitumenes szigetelésben leírtakhoz. Átlagosan 10-15 év élettartama van.

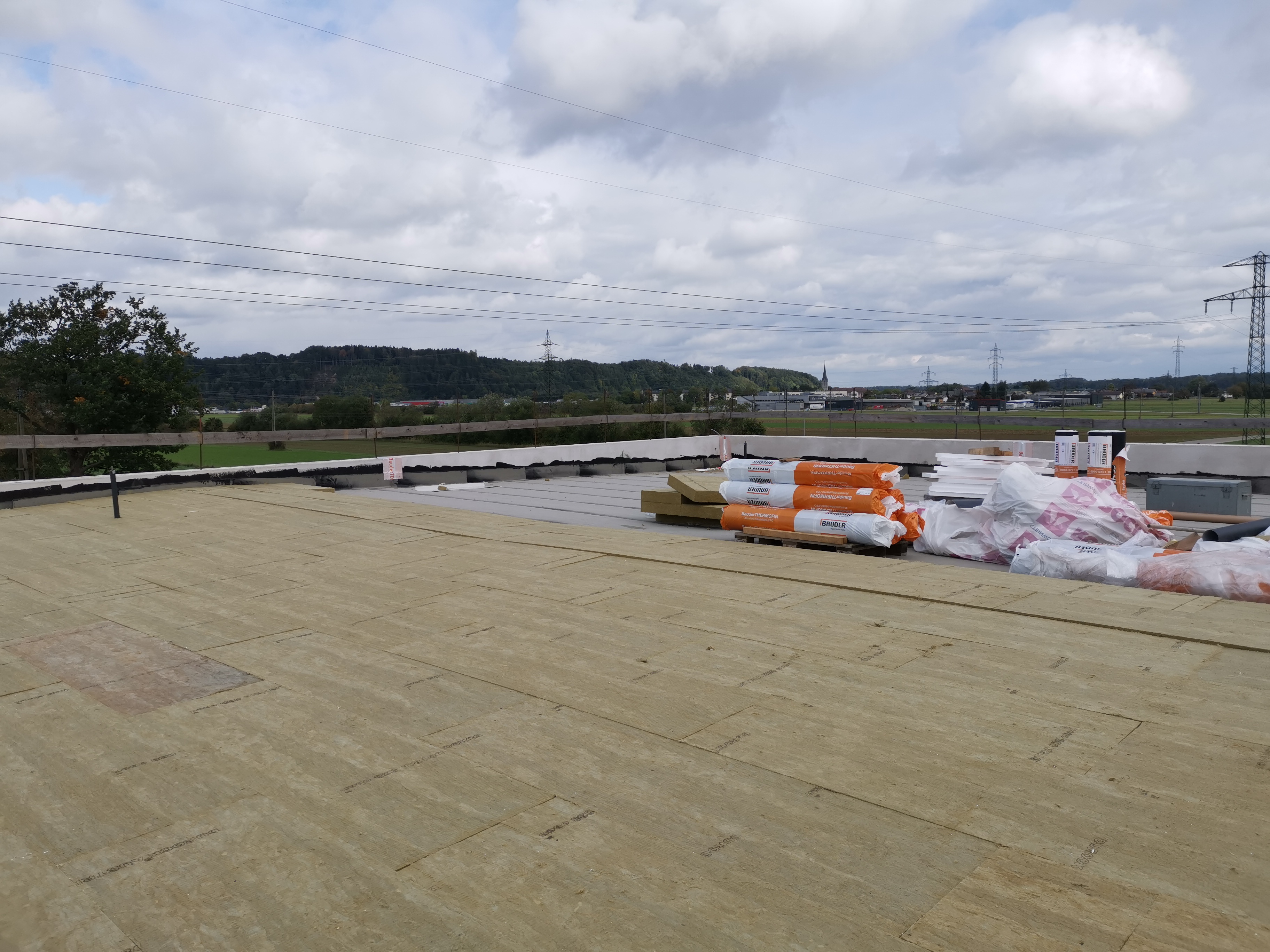
Kőzetgyapot hőszigetelés, amelyre PVC-szigetelés kerül
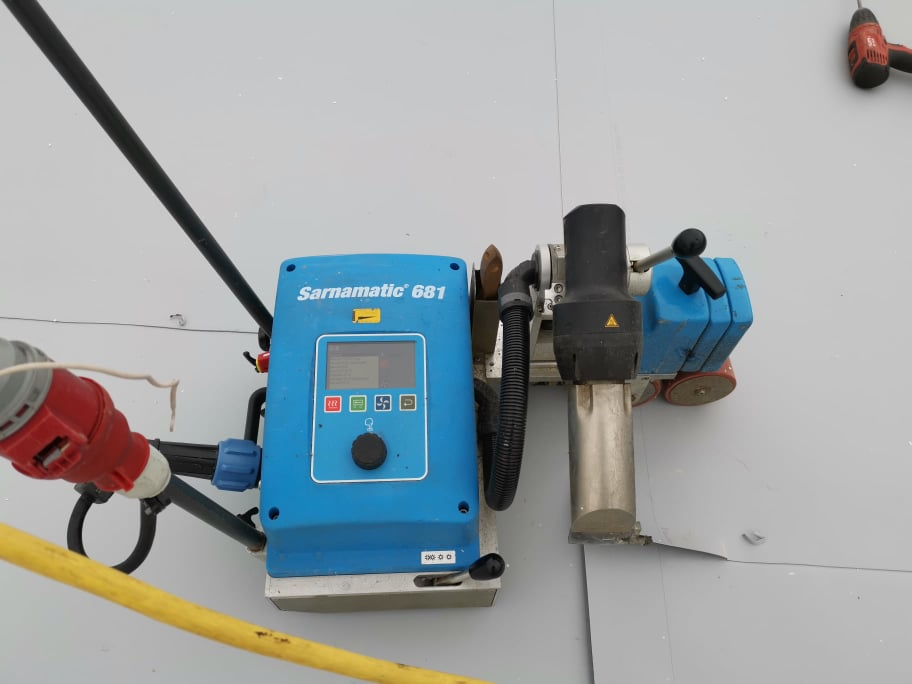
Önjáró leister
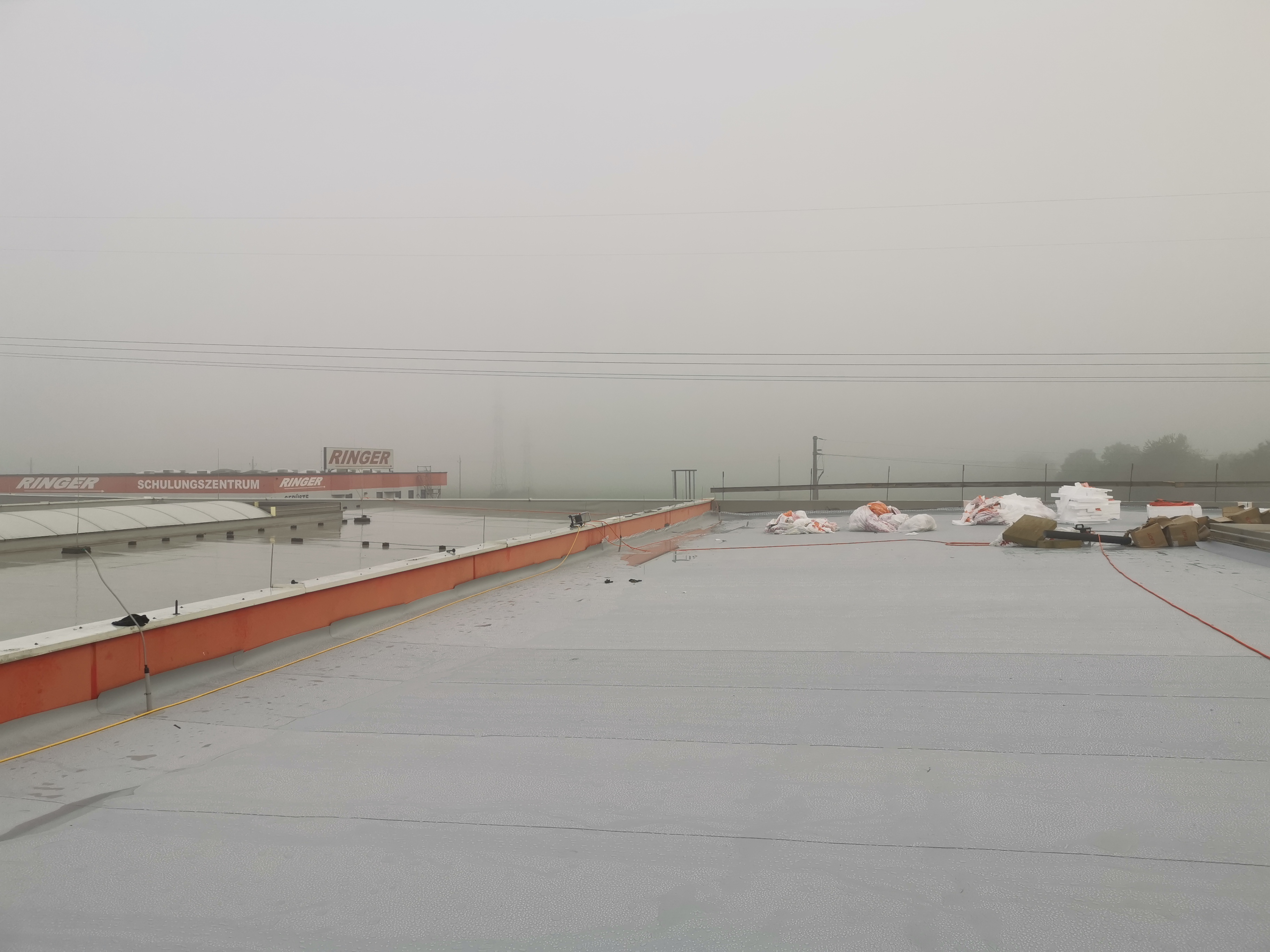
PVC-vel szigetelt tető

### Gumi + kavics
Ritkán alkalmazott eljárás. A hőszigetelés leggyakrabban poliuretán, a gumi pedig előre legyártottan készül. A gumi szőnyeg mozgatás több embert összehangolt munkáját igényli. 
A gumiszőnyeget speciális ragaszóval és leisterrel (hőlégfúvóval) melegítik össze.
A gumit végül kaviccsal borítják be, ezzel védve az UV káros hatásaitól. Átlagosan 3-5 év az élettartama.

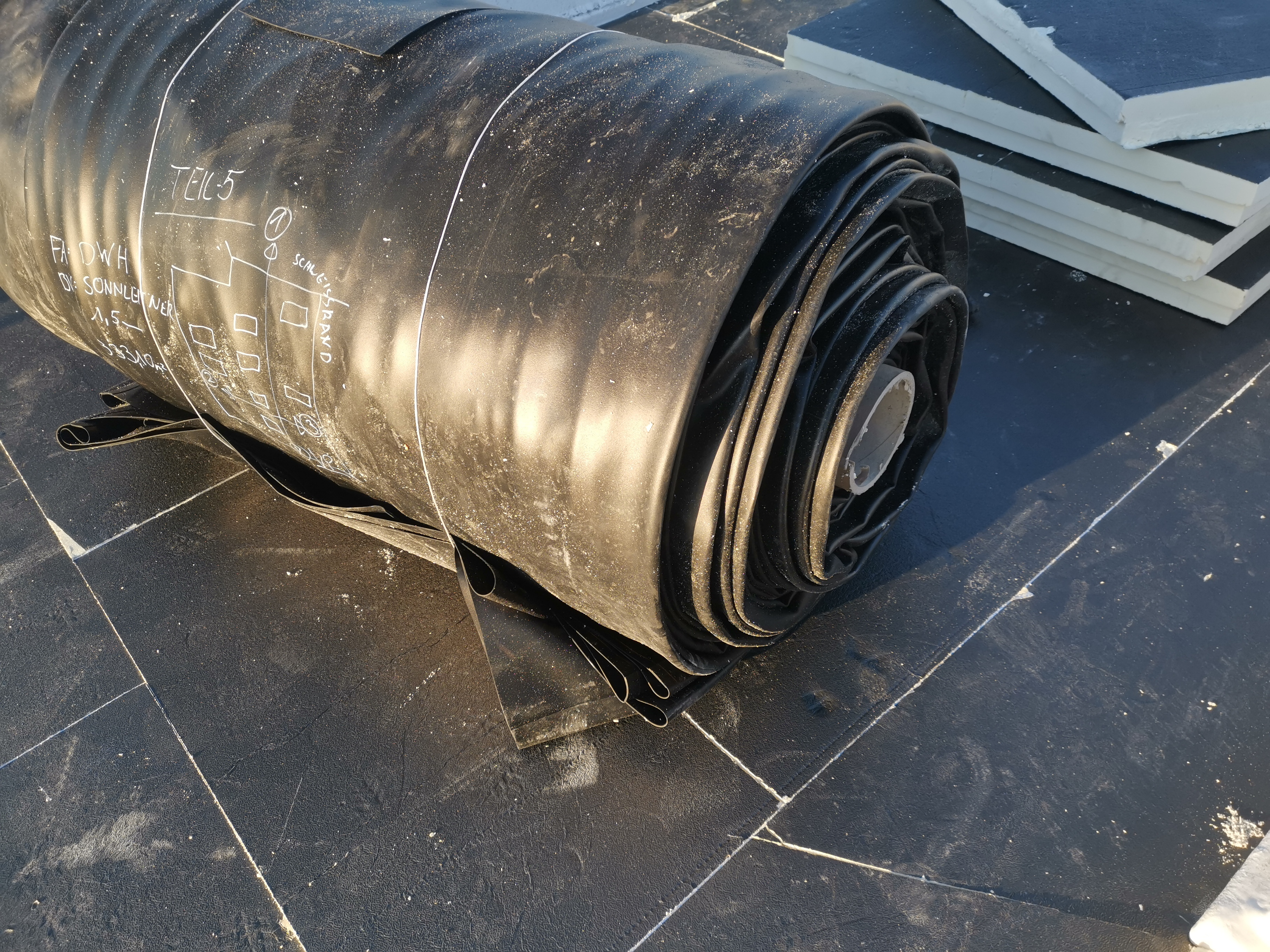
Gumi szigetelőanyag tekercs
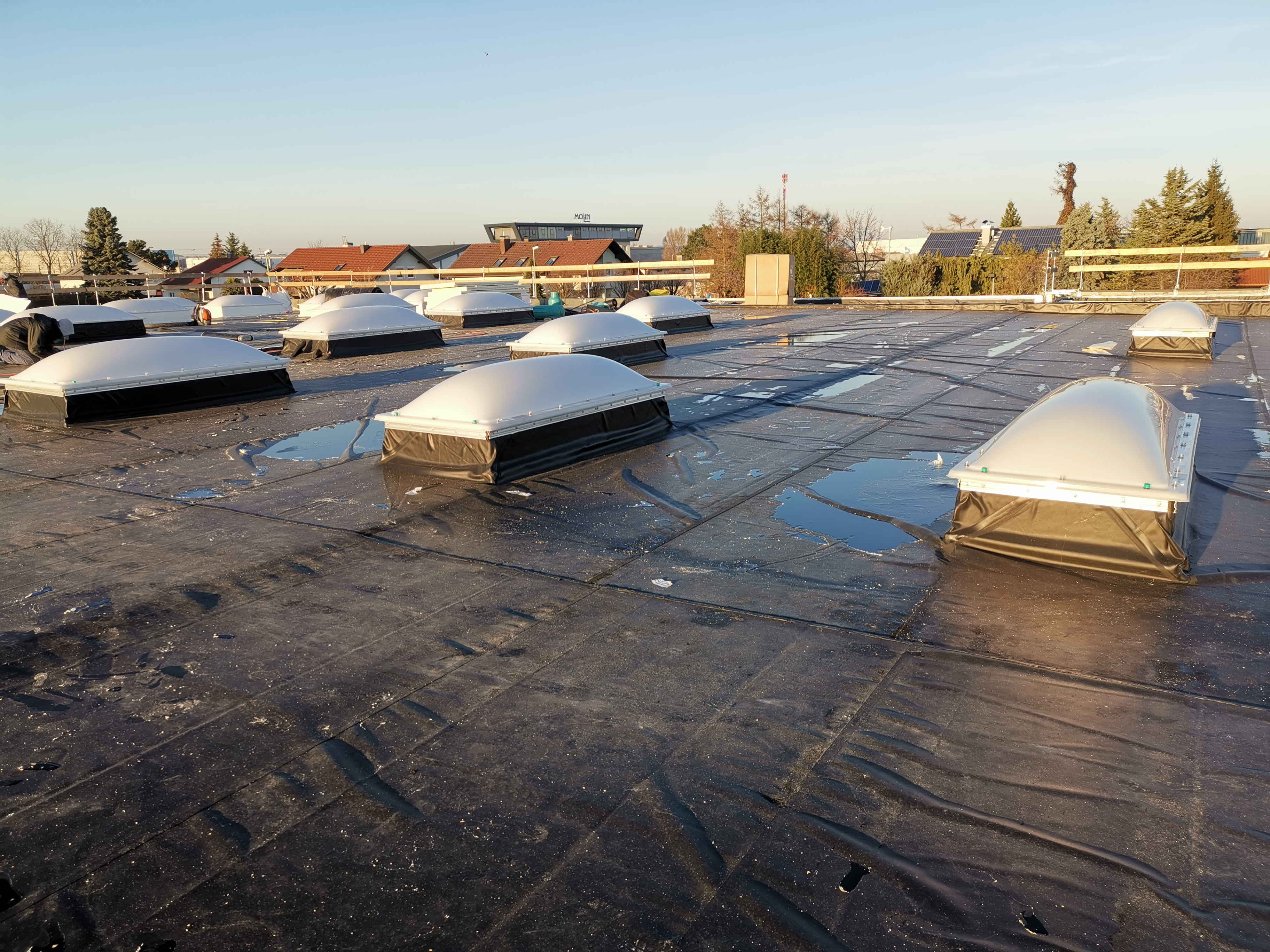
Gumival szigetelt tető (fedetlenül)
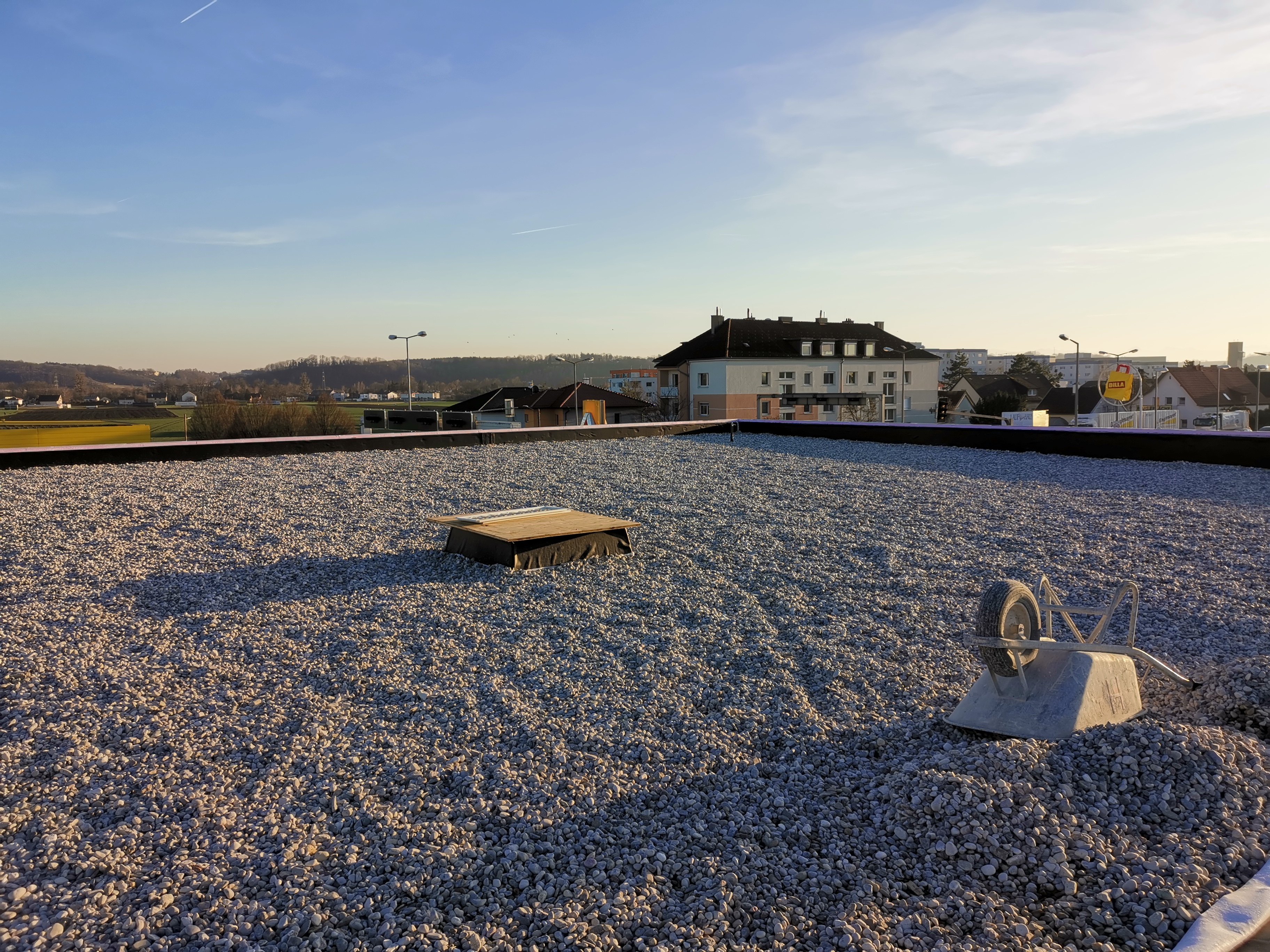
Gumival szigetelt tető kavicsfedéssel

### Triflex
Fémtárgyak, betonelemek kitörésekor alkalmazzák. 
Kenhető szigetelőanyag, amely melegítés nélkül köt és vízzáró réteget képez. 
Elkészítéséhez szükség van filcre, Triflexre, katalizátorra, ecsetre, gumikesztyűre, ollóra, alapozóra, oldószerre.

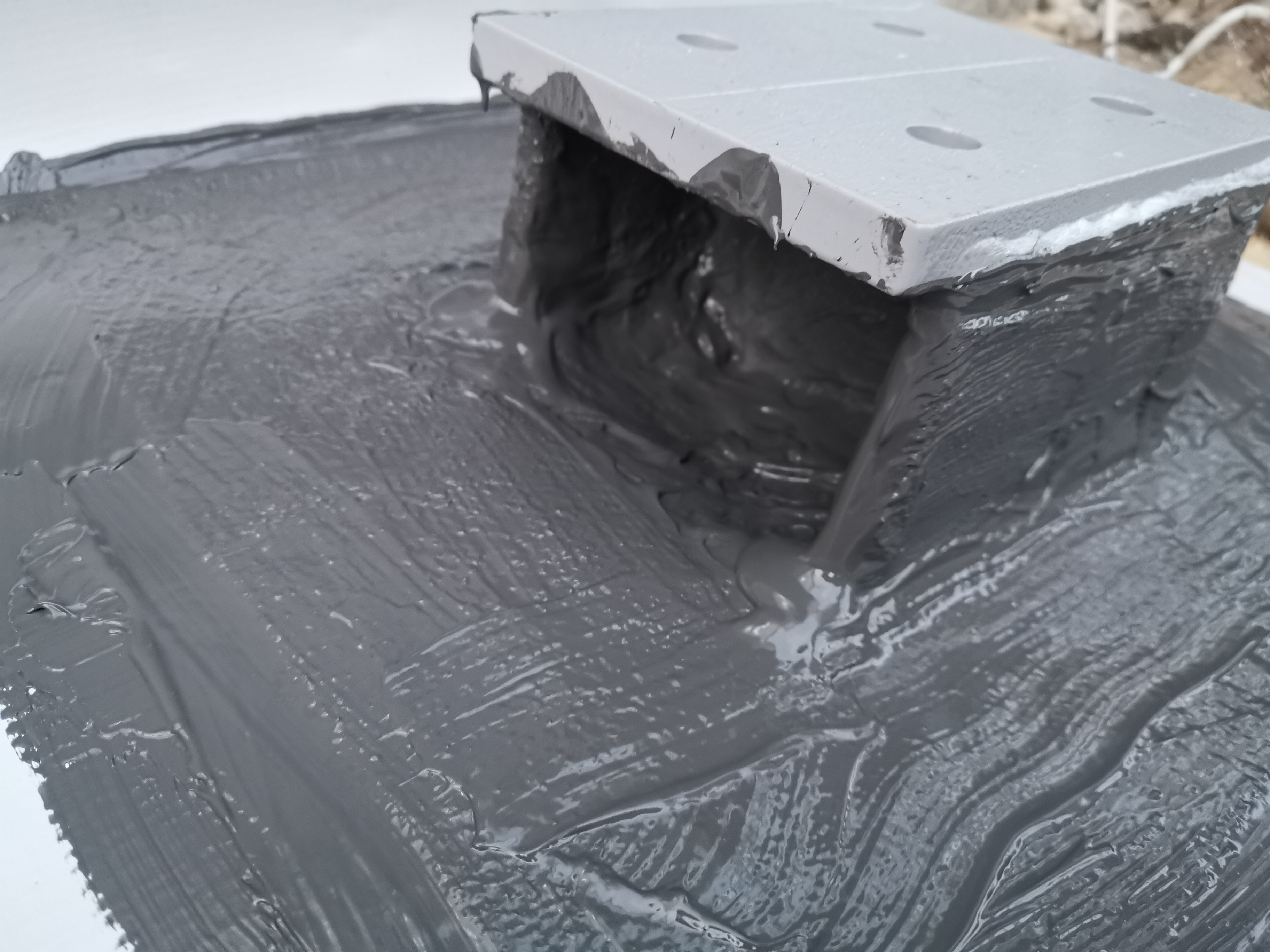
Triflexszel kezelt fémtárgy

### Betonfedésű szigetelések
Olyan szigetelések, amelyekre még betonoznak. Elsődlegesen víz- és hőszigetelő céllal alkalmazzák, például teraszok, belső helyiségek, garázsok, hűtőházak esetén.

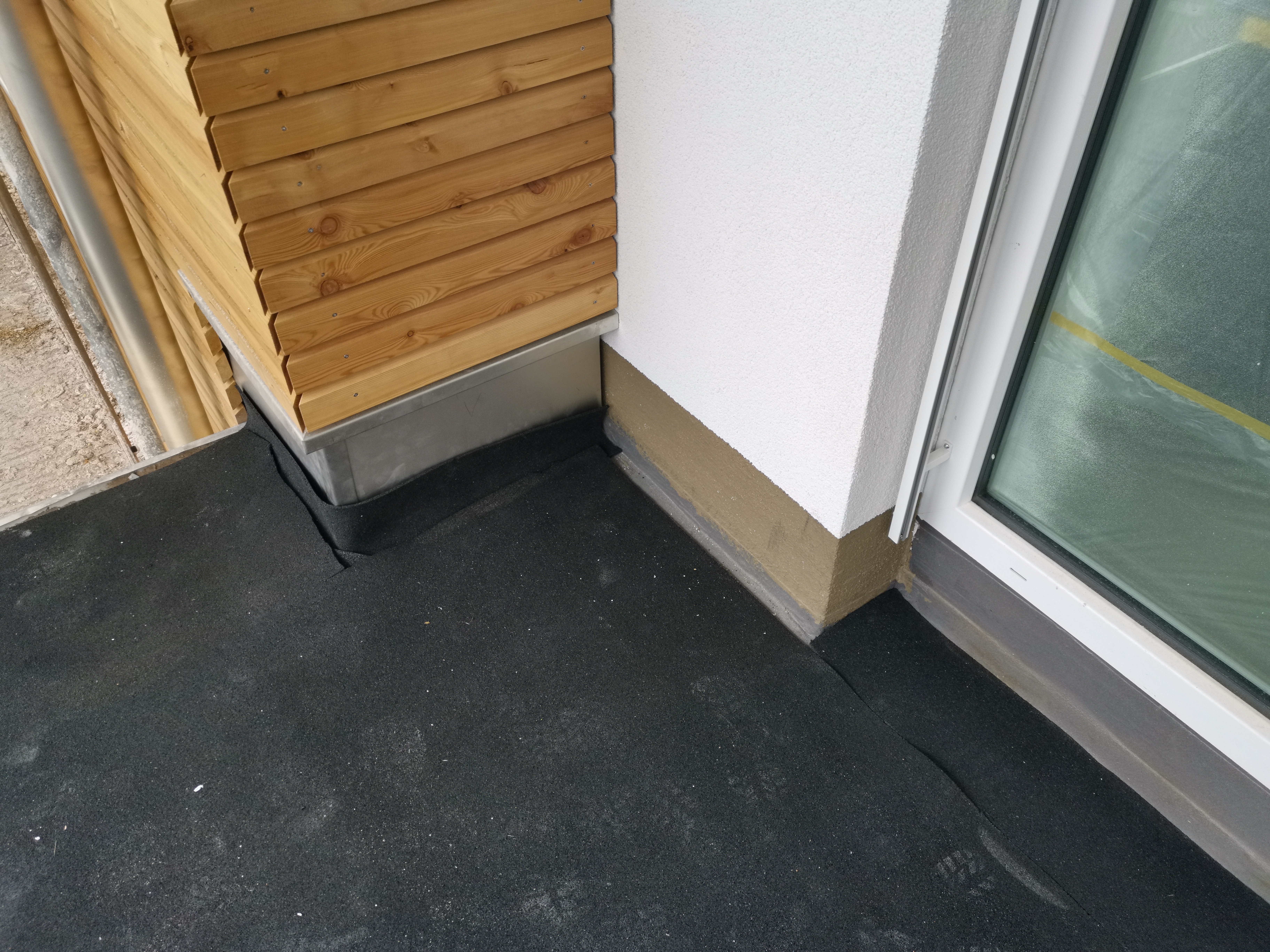
6 mm-es gumiszigetelés (terasz, erkély)
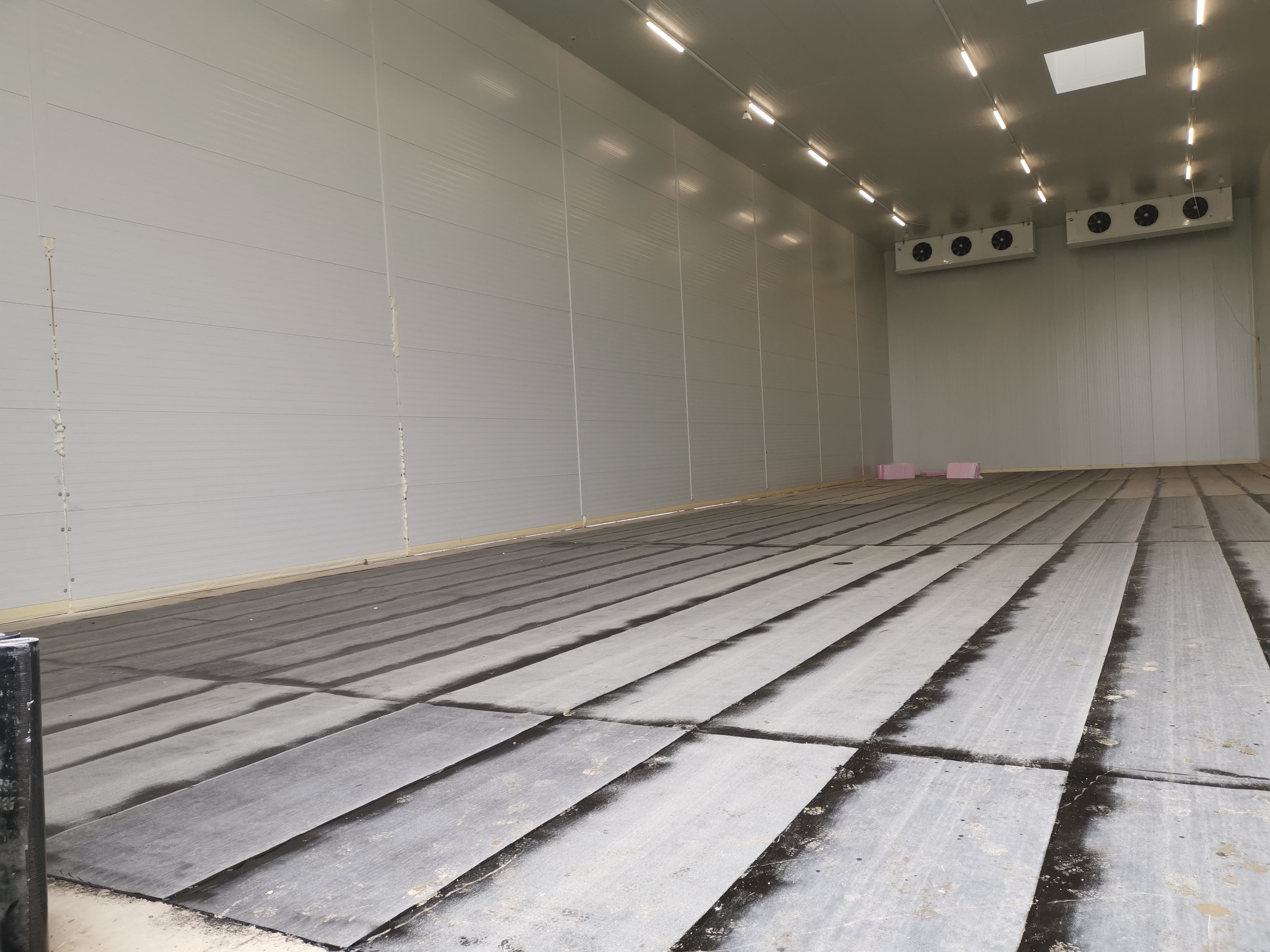
Hűtőház alapszigetelése

## Minőség-ellenőrzés

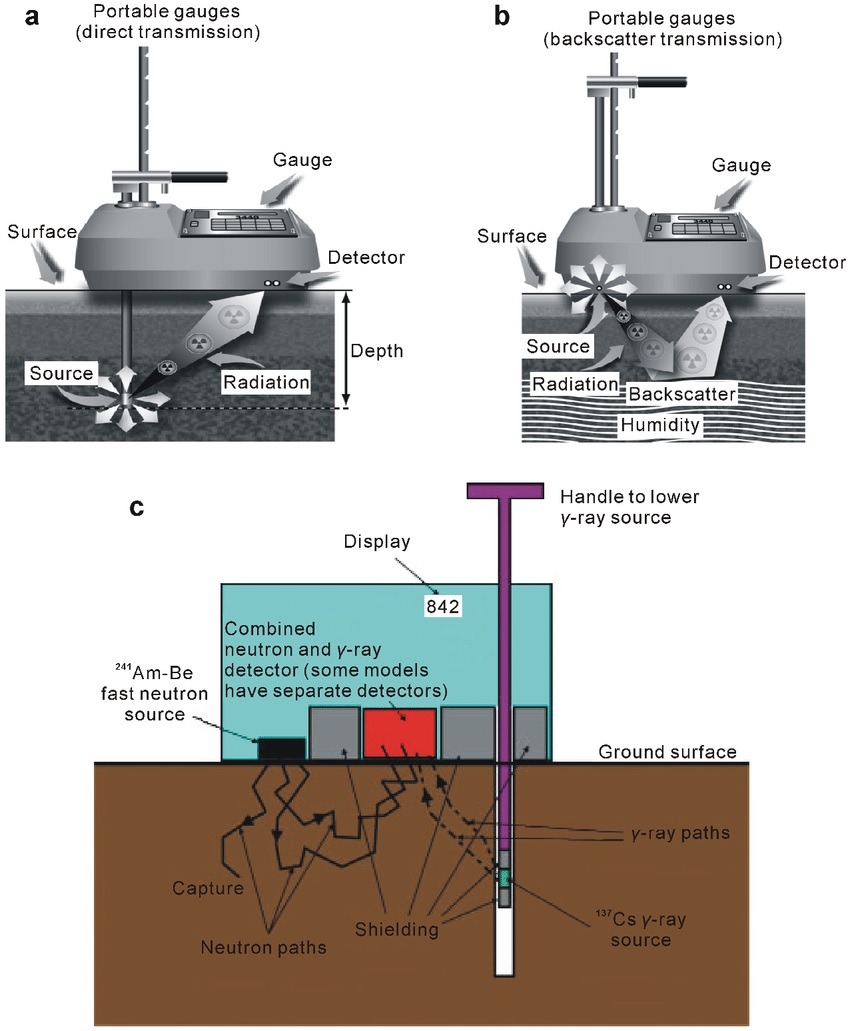
Tetőszigetelést ellenőrző detektor

A tetőszigetelés minőség-ellenőrzése nukleáris műszerrel történik. A tetőn egy kis lyukat vágnak, majd a műszert csavarral fixálják, amely fúr egy pár mm átmérőjű lyukat, és 137-Cs izotópot helyez a furatba, amelyből a röntgensugárzást (gamma) detektálja a műszer, tartalmaz a műszer továbbá 241-Am és 3-He izotópokat is, melyek segítik a további detektálás pontosságát, így detektálható, ha valahol beázás fordul elő. Ez a vizsgálat nagyon költséges, de egy beázás nagyobb károkat okozhat egy erőmű, gyógyszergyár, mikroelektronikai gyár tetején.

## Szigetelőanyag-gyártók
- Soprema[4] (az USA és Kanada vezető gyártója)
- Bauder[5] (Európában vezető gyártó)
- Triflex[6]
- Mapei[7]
- Brüsscher Hoffmann[8]
- BIM Villas[9]
- Sarnafil[10]

## Jövő
Mivel a szigetelőanyagok alapja a kőolaj és a gumi, s mint ismeretes, kőolajból már csak kb. 20 évnyi tartalékkal rendelkezik a Föld, ezért kísérletek folynak a nem kőolaj alapú szigetelőanyagokkal. Ilyenek pl. az algaalapú vagy a szintetikus folyékony szigetelőanyagok.